# Bunny Wailer
Bunny Wailer (Kingston, Jamajka, 10. travnja 1947.), jamajčanski reggae glazbenik. Poznat je i po imenima Bunny Livingston(e), Bunny O'Riley i Jah B. Kantautor je i udaraljkaš. Izvorni je član reggae sastava The Wailersa zajedno s Bobom Marleyem i Peterom Toshem. Smatra ga se jednim od najdugotrajnijih nositelja reggae glazbe. Časopis Newsweek ga je proglasio jednim od trojice najvažnijih glazbenika u svjetskoj glazbi.

## Životopis
Rodio se 1947. u Kingstoneu na Jamajci pod imenom Neville O'Riley Livingston. Bunny Wailer i Bob Marley odrasli su zajedno u istom domaćinstvu kao polubraća. .  Bunnyjev otac Thaddeus "Toddy" Livingston živio je s Marleyevom majkom Cedellom Booker s kojom je imao kćer Pearl Livingston.
Bunny je bio jedan od jezgre sastava The Wailers (1963. – 1974.). Godine 1963. je formirana originalna postava The Wailersa, koju čine Bob Marley, Bunny Livingstone i Peter Tosh. Njihova je prva pjesma (Simmer Down) ujedno i postala hit na Jamajci.

## Vanjske poveznice
- The Wailers News
- Vital Spot - Bunny Wailer
- https://web.archive.org/web/20041017084627/http://www.roots-archives.com/artist/42